# Kennel
En kennel, også kaldet en hundekennel, er et sted, hvor der opdrættes hunde.
| Dyr | Spire Denne artikel om dyr er en spire som bør udbygges. Du er velkommen til at hjælpe Wikipedia ved at udvide den. |